# The Scapegoat (film 1913 Johnston)
The Scapegoat è un cortometraggio muto del 1913 diretto da Lorimer Johnston.

## Trama
Trama in (EN)  di Moving Picture World  su IMDb

## Produzione
Il film fu prodotto dalla Flying A (American Film Manufacturing Company).

## Distribuzione
Distribuito dalla Mutual Film, il film - un cortometraggio in due bobine - uscì nelle sale cinematografiche USA il 28 luglio 1913.